# Patricia Kopatchinskaja

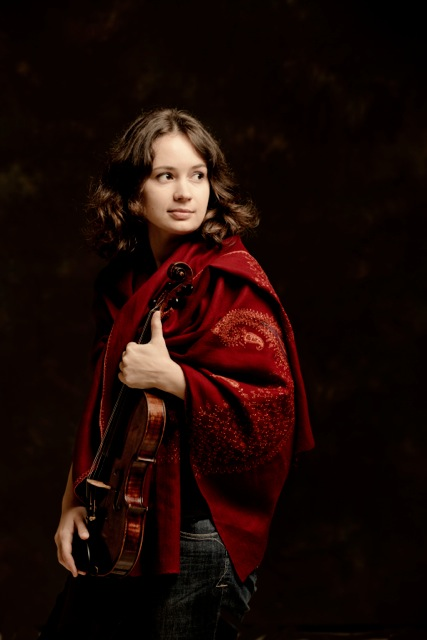
Patricia Kopatchinskaja

Patricia Viktorovna Kopatchinskaja (Chisinau, 1977) is een Moldavische violiste.

## Biografie
Kopatchinskaja werd in 1977 geboren in Chisinau, dat toen nog deel uitmaakte van de Sovjet-Unie. Haar vader Viktor was cimbalist en haar moeder Emilia violiste. Omdat haar ouders veel reisden voor de muziek, groeide Kopatchinskaja voornamelijk bij haar grootouders op. Vanaf haar zesde volgde ze vioollessen bij Michaela Schlögl, een oud-leerlinge van David Oistrach. In 1989 verhuisde de familie Kopatchinskaja naar Wenen, waar Kopatchinskaja aan de Universität für Musik und darstellende Kunst Wien compositie en viool ging studeren. In 1998 verhuisde ze weer, ditmaal naar Bern. Daar studeerde ze in 2000 af aan het conservatorium.
| Transliteratie | Transliteratie        |
| -------------- | --------------------- |
| Russisch:      | Патриция Копачинская  |
| Roemeens:      | Patricia Kopacinskaia |

- Bibliothèque nationale de France: cb158995192 (data)
- CiNii: DA16422543
- Gemeinsame Normdatei: 135461413
- International Standard Name Identifier: 0000 0001 2033 2211
- Library of Congress Control Number: no2006044868
- MusicBrainz: d290d27c-ed19-415a-ab43-ddb2f4071f76
- Nationale Bibliotheek van Tsjechië: pna2015896519
- Nationale Bibliotheek van Israël: 987007345400005171
- Réseau des bibliothèques de Suisse occidentale: 02-A009371392
- Système universitaire de documentation: 16841080X
- Virtual International Authority File: 120025629
- WorldCat: E39PBJyRxhrC86tMhqtqKb9v73